# Cockacoeske
Cockacoeske, també escrit Cockacoeskie, (c. 1640 - c. 1686) va ser una líder del segle xvii de la tribu Pamunkey, en el que ara és l'estat estatunidenc de Virgínia. Durant el seu regnat de trenta anys, va treballar dins del sistema anglès, intentant recuperar l'antic poder dels caps més importants del passat i mantenir la unitat pacífica entre les diverses tribus sota el seu lideratge. Va ser la primera dels líders tribals a signar el tractat de pau Middle Plantation Virgínia-Índia.
El 2004 va ser reconeguda com una de les «Dones de Virgínia a la Història» a la Biblioteca de Virgínia.

## Història
La mort d'Opechankanough el 1646 va provocar la desintegració de la confederació construïda pel seu germà Powhatan. Els caps van competir per guanyar poder entre les diverses tribus. Entre els Pamunkey, el marit de Cockacoeske, Totopotomoi, es va convertir en líder el 1649.
Mentre ajudava el Coronel Edward Hill, quan va retirar els rickohockans del seu nou assentament a les caigudes del riu James el 1656, Totopotomoi va ser assassinat en el que de vegades s'ha anomenat la batalla de Bloody Run (que no s'ha de confondre amb la batalla de Bloody Run de 1763 a Michigan). El Consell del Governador de Virgínia posteriorment va censurar Hill per manca de lideratge.
Després de la mort de Totopotomoi, el govern colonial va reconèixer a Cockacoeske com la "reina" Pamunkey.
Quan va esclatar la Rebel·lió de Bacon, la facció del governador Berkeley va demanar ajuda als Pamunkey contra les tribus hostils, particularment els seus antics enemics, els Conestoga. Les incursions esporàdiques d'altres tribus índies contra els colons a la frontera de la colònia van contribuir a un aixecament de blancs i negres exclosos de l'estructura de poder, dirigit per Nathaniel Bacon. Tot i que pertanyia a la classe de planters rics, Bacon competia pel poder amb el governador Berkeley, recorrent als ressentiments dels colons fronterers. Tot i que les tribus Doeg i Conestoga havien perpetrat incursions, Bacon i els seus homes van buscar riqueses més fàcils i van atacar les pacífiques i simpàtiques tribus Pamunkey, Mattaponi i Kiskiack.
Thomas Mathew, la història del qual d'enganyar als indis Doeg i Susquehannock que vivien a Maryland a l'altra banda del riu Potomac, podria haver portat realment a la incursió que mata al seu supervisor, va descriure el comportament de Cockacoeske quan va ser convocada a Jamestown i va dir que honraria les obligacions del tractat subministrant guerrers contra les altres tribus.
Tot i que va ser nomenada membre del Consell del Governador després que els Pamunkey van acordar subministrar alguns guerrers contra altres tribus, els primers atacs de Bacon van ser contra els Pamunkey, que van fugir al Pantà de Dragon. El governador Berkeley va declarar a Bacon rebel, però va continuar enfocant-se contra les tribus amigues, i també va matar els occoneechees per subterfugis després que havien capturat un fort Conestoga però es van negar a donar als anglesos (que no havien lluitat) tot el botí. L'assemblea de Jamestown va intentar reconciliar Bacon i Berkeley, però no va repudiar la política d'extermini de tots els indis. Cockacoeske va intentar apel·lar a la mercè dels anglesos i, finalment, l'Assemblea va autoritzar una expedició naval contra el campament de Bacon a Maryland, el que va ser un error.
Després que Bacon morís de malaltia, la rebel·lió va esclatar. La corona va nomenar una comissió que va criticar els dos partits anglesos pel maltracte que van perpetrar als Pamunkey i altres indis amics, i va subratllar la importància de restablir la pau. Berkeley va navegar cap a Anglaterra per protestar contra les reformes imposades per Londres i va morir poc després de desembarcar el maig de 1677. Cockacoeske i el seu fill van signar el tractat de Middle Plantation amb el nou governador de Virginia, Jeffreys, el 29 de maig de 1677 que altres tribus van signar els anys següents. Essencialment, aquestes tribus van acceptar la seva posició de facto com a súbdits de la corona britànica i van renunciar a les seves reclamacions restants sobre la seva terra ancestral, a canvi de la protecció de la resta de tribus hostils i la garantia d'una quantitat limitada de terres reservades —la primera reserva nadiu que es va establir a Amèrica.

## Família
L'únic descendent documentat de Cockacoeske va ser el seu fill, John West, nascut probablement cap a 1656–57 i "tenia fama de fill d'un coronel anglès". Sobre la base del seu nom i del seu naixement després de la mort del seu marit, sovint ha estat considerat un fill il·legítim del governador John West, que va establir una plantació (ara la ciutat de West Point a la confluència dels rius Mattaponi i Pamunkey, on es formen el riu York), o el seu fill, el coronel John West. El Tractat Virgín-Índic de 1677/1680, signat per aquest jove, l'identificava com "Cap't John West, sonne of the Queen of Pamunkey".
Cockacoeske va morir el 1686 i, com que era una societat matrilineal, va ser succeïda per la seva neboda, Betty.